# とだ勝之
とだ 勝之（とだ かつゆき、1965年1月31日 - ）は、日本の漫画家。広島県福山市出身。広島大学出身。妹尾河童は父の従兄弟にあたる。

## 略歴
1989年に『月刊少年マガジン』に連載した『あきら翔ぶ!!』でデビュー。アシスタントにこうの史代、徳島早苗がいる。
福岡県立筑紫高等学校在学当時、後にアニメーターとなる森田宏幸らと自主制作漫画映画『ガラスわり少年』と『惑星ラスク』を作製、当時アニメ雑誌にて入賞し、NHKの番組『YOU』に出演したという経歴を持つ。
2007年より講談社の月刊漫画雑誌に連載されていた女子高生DIYマンガ『ホームセンターてんこ』が2010年2月、打ち切りを宣告される。しかしその後匿名掲示板2ちゃんねるなどで注目を集め、とだ自身もプロモーションや同人活動を活発化させていき、単行本の増刷など、一定の成果を上げている。
『つりコミック』（辰巳出版）にて連載の『えぎすとら！』が、2012年1月に、同年2月発売の3月号を以って打ち切りになることが発表された。
また、勝之介という名前で人形製作にも活躍。2004年8月、アニソンの女王・堀江美都子プロデュース「アニソン女子部」の夏祭りイベントにてオープニング人形アニメを製作。

## 作品リスト
- あきら翔ぶ!!（1989年7月 - 1995年12月、月刊少年マガジン、全19巻）
- DANDANだんく!（1993年9月 - 1997年4月、コミックボンボン、全9巻）
- 猫〜ミック〜（1997年11月 - 1999年9月、マガジンGREAT、全4巻）
- Mr.釣りどれん（1996年6月 - 2002年3月、月刊少年マガジン、全17巻）
- F.C.ジンガ（2005年7月 - 2006年3月、月刊少年マガジン、全2巻）
- ホームセンターてんこ（2007年5月 - 2010年11月、マガジンGREAT→マガジンイーノ、全5巻）
- えぎすとら！（2011年8月 -2012年2月、つりコミック、全2巻）
- 東京スカイツリー公認 マンガ 東京スカイツリーのすべて（2012年8月、講談社 ISBN 978-4063766967）
- 学研 まんがでよくわかるシリーズ 144 フラッシュメモリのひみつ（2018年9月）[4]
- 日立物流TVCM 「これがLOGISTEED！」篇（2022年5月）[5][6]